# Karl Schöppe (Stenograf)
Karl Schöppe (geb. 15. September 1851 in Naumburg; gest. 26. Januar 1915 in Nebra) war ein deutscher Stenograf, Zeitungsredakteur und Autor bzw. Heimatforscher.
Beruflich lehrte Schöppe Stenografie bzw. arbeitete als Zeitungsredakteur. Schöppes schriftstellerisches Werk befasst sich hauptsächlich mit der Geschichte und der Mundart von Naumburg (Saale), als dessen Chronist er in die Geschichte einging. In Naumburg war er 1885 einer der Initiatoren der Wiederbelebung des Naumburger Kirschfestes, das er im Verfall begriffen sah. In der Folge entstand der Kirschfestverein.

## Werke (Auswahl)
- Naumburgs Mundart in Umrisse dargestellt, Sieling, Naumburg 1993.
- Das alte Naumburg: kulturgeschichtliche Bilder aus den letzten 70 Jahren, Max Schmidt’s Buchhandlung, Naumburg 1895.
- Naumburger Chronik, hrsg. von Friedrich Hoppe, 1932.
- Ortskunde von Naumburg, Sieling, Naumburg 1913.
- Der letzte Wille Nikolaus Medlers, des Reformators von Naumburg, in: Thüringisch-sächsische Zeitschrift für Geschichte und Kunst. - Halle, S. : Gebauer-Schwetschke, Bd. 3 (1913), 1, S. 78–82.
- Von alten Häusern und ihren Besitzern, Sieling, Naumburg 1940.
- Naumburg in der Franzosenzeit. Ein Jahrzehnt vaterstädtischer Geschichte (1806–1816), Naumburg o. J.